# イリノイ州の大学一覧
イリノイ州の大学一覧（イリノイしゅうのだいがくいちらん）。

## 公立大学
- シカゴ州立大学
- 東イリノイ大学
- ガバナーズ州立大学
- イリノイ州立大学
- イリノイ大学システム
  - イリノイ大学シカゴ校
  - イリノイ大学スプリングフィールド校
  - イリノイ大学アーバナ＝シャンペーン校
- ノースイースタン・イリノイ大学
- 北イリノイ大学
- 南イリノイ大学システム
  - 南イリノイ大学カーボンデール校
  - 南イリノイ大学エドワーズビル校
- 西イリノイ大学

## 私立大学
- アドラー大学
- アメリカン・イスラム・カレッジ
- イリノイ・ウェズリアン大学
- イリノイ・カレッジ
- イリノイ工科大学
- ヴァンダークック音楽大学
- ウィートン大学
- エウレカ大学
- エリクソン研究所
- エルムハースト大学
- オーガスタナ大学 (イリノイ州)
- オーロラ大学
- オリベット・ナザレ大学
- クインシー大学
- グリーンビル大学
- コロンビア・カレッジ・シカゴ
- コンコルディア大学シカゴ校
- シカゴ・ルーテル神学校
- シカゴ大学
- シカゴ・スクール・オブ・プロフェッショナル・サイコロジー
- シカゴ美術館附属美術大学
- 豊田工業大学シカゴ校
- ジャドソン大学
- セント・アンソニー看護大学
- セントフランシス大学
- デポール大学
- ドミニカ大学
- トリニティ・クリスチャン・カレッジ
- トリニティ国際大学
- ノーザン・バプテスト神学校
- ノースウェスタン大学
- ノース・セントラル・カレッジ
- ノース・パーク大学
- ノックス大学
- ブラックバーン大学
- ブラッドリー大学
- プリンシピア大学
- ベネディクト大学
- マコーマック大学
- マッケンドリー大学
- ミリキン大学
- ムーディー聖書学院
- メソジスト大学
- モンマス大学
- ユダヤ教学スペルタス研究大学
- ラッシュ大学
- リンカーン・クリスチャン大学
- リンデンウッド大学ベルヴィル
- ルーズベルト大学
- ルイス大学
- レイクビュー看護大学
- レイクフォレスト大学
- ロザリンド・フランクリン医科学大学
- ロックフォード大学
- ロヨラ大学
- ミッドウェスタン大学
- ナショナル・ルイ大学
- ナショナル健康科学大学
- イースト・ウェスト大学
- 聖ザビエル大学